# Malvor-Sidi
Malvor-Sidi war ein italienisches professionelles Radsportteam, das von 1978 bis 1990 bestand.

## Geschichte
Das Team wurde 1978 unter der Leitung von Dino Zandegù gegründet. Im ersten Jahr konnte das Team zweite Plätze bei der Trofeo Laigueglia und der Coppa Placci erreichen. Ein Jahr später wurde der Giro d’Italia auf dem Platz 6 beendet. 1980 konnte das Team den Gesamtsieg bei der Tour de Suisse, den sechsten Platz beim Giro d’Italia, Platz 2 beim Giro dell’Appennino und beim Giro del Friuli sowie dritte Plätze bei Tirreno-Adriatico und der Tour du Nord-Quest. 1982 erreichte das Team dritte Plätze bei Mailand-Turin, bei der Trofeo Pantalica, Giro dell’Appennino, der Coppa Placci und beim Giro dell’Emilia sowie bei der Meisterschaft von Zürich Platz 5. 1983 belegte das Team bei dem Giro d’Italia Platz 4 und bei der Tour de Suisse Platz 6 in den Endwertungen. Außerdem wurden zweite Plätze bei Mailand–Turin, Gran Premio Industria e Commercio di Prato, Giro dell’Appennino und bei der Ruota d’Oro erzielt. 1984 sprang wieder eine Top-Ten-Platzierung beim Giro d’Italia mit Platz 9 heraus sowie zweite Plätze beim Giro del Lazio, Giro del Lazio, Gran Piemonte und dritte Plätze beim Giro di Campania und Visp–Grachen. 1985 kamen zu den Siegen ein zweiter Platz bei der Meisterschaft von Zürich und Coppa Sabatini. Bei den klassischen Rennen die Plätze 4 beim La Flèche Wallonne, Platz 8 bei Lüttich–Bastogne–Lüttich und Platz 9 bei der Lombardei-Rundfahrt. Beim Giro d’Italia der 12. Platz, Platz 8 bei der Tour de Suisse und Platz zwei der Tour de Romandie und bei Tirreno-Adriatico. 1986 startete das Rennen mit dem dritten Platz bei Mailand–Sanremo, einem achten Platz bei Lüttich–Bastogne–Lüttich und gefolgt mit den sechsten Platz bei der Clásica San Sebastián. Den Giro d’Italia wurde auf dem siebten Platz beendet. Die Tour de France wurde auf Platz 32 abgeschlossen.
1987 startete das Team mit schweizerischer Lizenz und schloss die Tour de Suisse auf Platz 5 ab. Giro d’Italia und Tour de France wurden nicht gefahren. 1988 war das Team in Österreich lizenziert und konnte durch Helmut Wechselberger den Sieg bei der Tour de Suisse erzielen vor Steve Bauer und Acácio da Silva. 1989 wechselte mit dem Radhersteller Colnago Giuseppe Saronni und weitere Fahrer von Del Tongo zum Team. Das Team beendete den Giro d’Italia auf den zweiten Platz. Neben den Etappensiegen trug Silvano Contini das rosa Trikot vier Tage lang. Nach nur einem Jahr Zusammenarbeit zog Saronni mit Colnago weiter und gründeten das Team Diana-Colnago. Neben den Siegen wurde nur ein dritter Platz beim Giro di Toscana und ein vierter Platz bei der Ruota d’Oro erzielt. Zum Ende der Saison 1990 löste sich das Team auf.

## Erfolge
1978
- eine Etappe Giro d’Italia
- eine Etappe Ruota d’Oro

1979
- zwei Etappen Giro d’Italia
- Gran Fondo–La Seicento

1980
- drei Etappen Giro d’Italia
- Gesamtwertung und eine Etappe Tour de Suisse

1981
- Nachwuchswertung Giro d’Italia
- drei Etappen Giro del Trentino
- Giro del Veneto

1982
- La Flèche Wallonne
- Trofeo Baracchi
- eine Etappe Katalonien-Rundfahrt

1983
- eine Etappe Giro d’Italia
- eine Etappe Tour de Suisse
- Grand Prix des Nations
- Trofeo Baracchi
- zwei Etappen Tour de Romandie
- eine Etappe Ruota d’Oro

1984
- Coppa Placci
- Giro dell’Appennino
- Giro dell’Umbria
- eine Etappe Tirreno-Adriatico
- eine Etappe Giro del Trentino
- Gesamtwertung und zwei Etappen Giro di Puglia
- Mailand-Vignola

1985
- vier Etappen Giro d’Italia
- eine Etappe Tour de Suisse
- Coppa Agostoni
- Giro dell’Emilia
- zwei Etappen Tour de Romandie
- eine Etappe Settimana Internazionale Coppi e Bartali
- eine Etappe Tirreno-Adriatico

1986
- zwei Etappen Giro d’Italia
- Meisterschaft von Zürich
- Portugiesischer Meister – Straßenrennen
- Gesamtwertung und zwei Etappen Giro di Puglia
- Trofeo Laigueglia
- eine Etappe Tirreno-Adriatico
- eine Etappe Luxemburg-Rundfahrt
- eine Etappe Tour du Limousin

1987
- Firenze–Pistoia
- Trofeo Alcide De Gasperi

1988
- Gesamtwertung Tour de Suisse
- Giro dell’Umbria

1989
- vier Etappen Giro d’Italia
- zwei Etappen Vuelta a España
- Gesamtwertung und zwei Etappen Andalusien-Rundfahrt
- zwei Etappen Tirreno–Adriatico
- eine Etappe Settimana Internazionale Coppi e Bartali
- eine Etappe Grand Prix Midi Libre
- eine Etappe Murcia-Rundfahrt
- Friaul-Rundfahrt
- Giro del Veneto
- Gran Premio Città di Camaiore

1990
- eine Etappe Cronostaffetta
- eine Etappe Ruota d’Oro
- Trofeo dello Scalatore

## Grand-Tour-Platzierungen
| Grand Tour            | 1978 | 1979 | 1980 | 1981 | 1982 | 1983 | 1984 | 1985 | 1986 | 1987 | 1988 | 1989 | 1990 |
| --------------------- | ---- | ---- | ---- | ---- | ---- | ---- | ---- | ---- | ---- | ---- | ---- | ---- | ---- |
| Vuelta a EspañaVuelta | –    | –    | –    | –    | –    | –    | –    | –    | –    | –    | –    | 50   | –    |
| Giro d’ItaliaGiro     | 18   | 6    | 6    | 11   | –    | 4    | 9    | 12   | 7    | –    | 22   | 2    | –    |
| Tour de FranceTour    | –    | –    | –    | –    | 33   | –    | –    | –    | 32   | –    | –    | –    | –    |

## Monumente-des-Radsports-Platzierungen
| Monument                 | 1978 | 1979 | 1980 | 1981 | 1982 | 1983 | 1984 | 1985 | 1986 | 1987 | 1988 | 1989 | 1990 |
| ------------------------ | ---- | ---- | ---- | ---- | ---- | ---- | ---- | ---- | ---- | ---- | ---- | ---- | ---- |
| Mailand–Sanremo          | 6    | 10   | 11   | 17   | 75   | 38   | –    | 16   | 3    | 7    | 89   | 62   | 19   |
| Flandern-Rundfahrt       | –    | –    | –    | –    | –    | –    | –    | –    | –    | 54   | –    | 38   | –    |
| Paris–Roubaix            | –    | –    | –    | –    | –    | –    | –    | –    | 25   | –    | –    | 34   | –    |
| Lüttich–Bastogne–Lüttich | –    | –    | –    | –    | –    | –    | 20   | 8    | 8    | –    | –    | –    | –    |
| Lombardei-Rundfahrt      | 8    | 11   | 7    | 18   | 12   | –    | 40   | 9    | 22   | 19   | 13   | 5    | 20   |

## Bekannte ehemalige Fahrer
- Mario Beccia (1979–1980+1982–1986+1988)
- Daniel Gisiger (1982–1986)
- Dietrich Thurau (1982)
- Robert Dill-Bundi (1982–1984+1986)
- Acácio da Silva (1982)
- Harald Maier (1987)
- Rocco Cattaneo (1987)
- Mauro Gianetti (1987)
- Helmut Wechselberger (1987–1988)
- Giuseppe Saronni (1989)
- Lech Piasecki (1989)
- Czesław Lang (1989)
- Roberto Visentini (1989)
- Franco Ballerini (1989)
- Silvano Contini (1988–1989)
- Gianni Faresin (1988–1990)